# SACD
Супер аудио компактдиск или SACD е вид оптичен диск само за четене (read-only). Този цифров формат предлага съхранение на звук с много по-високо качество от аудио компактдиска. Разработен е от фирмите Sony и Philips и представен през 2000 г. SACD води борба за завладяване на пазара с основния си конкурент DVD-Audio, но никой от двата формата не може да спечели и не може да измести много по-популярния аудио компактдиск.
SACD има предимство пред DVD-Audio с това, че е хибриден модел: има два информационни слоя – един, съвместим със стандарта SACD и друг съвместим с CD-DA (Compact Disc Digital Audio). Това дава възможност хибридният SACD да бъде прочетен от стандартен CD плейър (CD възпроизводител). От друга страна на пазара вече има комбинирани възпроизводители за SACD и DVD-Audio на цена под 100 долара , което прави тези формати достъпни за потребителя и предполага съвместното им съществуване.
Освен хибридния модел, SACD се произвежда и във физическия формат на DVD5, съдържащ 4,7 GB данни, или във формат на DVD9 (8,5 GB), съдържащ два DVD слоя. Това обаче прави невъзможно четенето им от стандартен CD плейър.
Кодирането на аудио информацията при SACD е коренно различно от другите дискови формати – използва се DSD (Direct Stream Digital), наричано още делта-сигма модулация – еднобитово квантуване с честота на дискретизация 2,8 MHz.